# Artur Vogt

Artur Vogt (um 1932).

Artur Vogt (auch: Arthur Vogt; * 21. August 1894 in Breslau; † 6. Juli 1964 in Berlin) war ein deutscher Politiker (KPD).

## Leben und Wirken
Vogt besuchte die Volksschule und wurde anschließend zum Metallarbeiter ausgebildet. Vogt war seit 1908 politisch organisiert, seit 1911 gehörte er der Gewerkschaft an. Nach dem Ersten Weltkrieg trat er in die Kommunistische Partei Deutschlands (KPD) ein. Von 1925 bis 1927 war Vogt führendes Mitglied der Ultralinken in Leipzig, die zeitweise der Weddinger Opposition angehörten.
Für die KPD gehörte er von 1928 bis 1930 und von 1932 bis 1933 dem Reichstag an. Im Reichstag vertrat er zunächst, 1928 bis 1930, den Wahlkreis 17 (Westfalen-Nord), später, Juli bis November 1932, den Wahlkreis 6 (Pommern) und zuletzt, von November 1932 bis März 1933, den Wahlkreis 2 (Berlin).
Während der Weimarer Zeit wurde Vogt mehrmals wegen verschiedener politischer Vergehen inhaftiert: Insgesamt war er zweimal einen Monat im Gefängnis, einmal einen Monat in Festungshaft und einmal acht Monate im Gefängnis. Außerdem wurde er einmal zu einer Geldstrafe verurteilt. Während der Zeit des Nationalsozialismus war Vogt erneut längere Zeit in Haft.
Nach 1945 gelang es Vogt nicht, bedeutende Funktionen in der sowjetischen Besatzungszone (SBZ) auszuüben. 1948 übernahm er die Leitung der politisch wenig bedeutenden Hauptabteilung für deutsche Umsiedler in der Verwaltung des Innern der SBZ. Daneben trat Vogt als Philatelist (Briefmarkensammler) hervor. Diesem privaten Interessengebiet trug er in den 1950er Jahren offiziell Rechnung, indem er Vorsitzender der Zentralen Kommission Philatelie des Präsidialrats des Kulturbundes der DDR wurde.

## Schriften
- Was die Briefmarken der DDR erzählen, 1959.